# Xavier Cugat i Mingall
Francesc Xavier Cugat Mingall de Bru i Deulofeu, conegut per Xavier Cugat i Mingall (Girona, 1 de gener de 1900 - Barcelona, 27 d'octubre de 1990) va ser un músic i dibuixant català i cubà, artista polifacètic i principal difusor de la música llatina als Estats Units. Cugat va fer més de cinquanta pel·lícules, desenes de discos i nombroses actuacions a la televisió i a la ràdio. El seu fons personal es conserva a la Biblioteca de Catalunya.

## Orígens
Va néixer a la plaça de l'Oli de Girona i de ben petit, la seva família va emigrar per fer les Amèriques el 1904 o 1905. En un principi el seu destí era Mèxic, on tenien coneguts que s'hi havien establert. Al final, però, van atracar a l'Havana, a l'illa de Cuba, on el seu pare va trobar una feina.
Als set anys, quan va entrar al conservatori Payreda per aprendre a tocar el violí clàssic, ja va demostrar que era un alumne amb grans dots musicals. Després de les classes, actuava en el petit cinema Payret, propietat d'un dels molts catalans que hi havia a l'illa, musicant les pel·lícules que en aquell temps encara eren mudes. I tan sols tres anys més tard, el seu professor, que també era el responsable de l'Orquesta Sinfónica Teatro Nacional, el va contractar com a primer violí. La feina a l'orquestra li va permetre estar al costat dels grans professionals que anaven a cantar a Cuba com el tenor Enrico Caruso, que més tard li obriria els escenaris de Nova York.
El 1915 els Cugat es van traslladar als Estats Units d'Amèrica. La mezzosoprano catalana Maria Gay li va presentar músics de prestigi com Pau Casals o Enric Granados. Enrico Caruso va aconseguir que el jove pogués estudiar amb el director artístic del prestigiós Carnegie Hall i, fins i tot, que hi actués. Durant aquells anys, Cugat també va fer concerts de violí a Catalunya, París, Itàlia i Alemanya. Al descobrir els espectacles de música cubana i antillana amb la seva primera dona, la vocalista Rita Montaner, a qui ajudava a preparar-se, va decidir plantar el violí per dedicar-se a fer ballar el públic a ritme tropical.

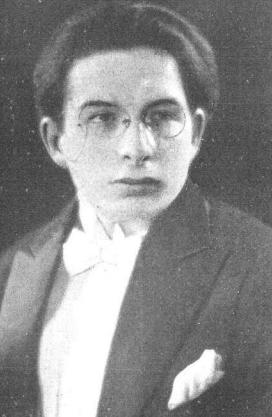
Xavier Cugat el 1924

Cugat es feu amic de l'italià Rodolfo Valentino que li encarregà tocar el violí al film mut The Four Horsemen of the Apocalypse el 1921. En aquella època també va immortalitzar en una caricatura a la paret d'un local de la ciutat a Charles Chaplin. Aviat començà a dibuixar tires de dibuixos per al diari Los Angeles Times. Però el músic dedicava sobretot el seu temps a les actuacions de la sala Coconout Grove, a l'Hotel Ambasador, on va començar a dirigir la seva primera orquestra. Allà Cugat, a poc a poc, va introduir a les pistes de ball la rumba, el tango o la conga.
El 1929 el català es va convertir en el director d'una nova orquestra, Xavier Cugat y sus Gigolos, amb la qual va popularitzar Estrellita de Manuel Ponce, una de les peces llatines més famoses d'aquells temps. A més, també van fer un curtmetratge, que es va convertir en el primer musical sonor del cinema.
Als anys trenta, Cugat va començar una llarga carrera de col·laboracions en films de Hollywood majoritàriament dins del paper de director de música rítmica, com City Lights, de Chaplin (1931), i fins i tot es va atrevir a produir-ne i dirigir-ne un parell. Un any més tard, la seva orquestra es va convertir en el motor dels balls a l'Hotel Waldorf-Astoria, on es va estar quinze anys. Cugat aconseguí que a les pistes de ball hi assistissin estrelles del cine com Rita Hayworth, Frank Sinatra o Greta Garbo on l'orquestra tocava temes convertits en 'hits' com El manisero, Copacabana o Cielito lindo; fins i tot, les actuacions es retransmetien per la ràdio.
El 1940 va enregistrar la cançó Perfídia, que va esdevenir un gran èxit, amb el cantant Miguelito Valdés. El 1942 participa a la pel·lícula Ballant neix l'amor protagonitzada per Fred Astaire i Rita Hayworth. Entre 1944 i 1949, Xavier Cugat feu fins a deu pel·lícules amb Louis B. Mayer com Bathing Beauty (1944).
Als anys 1940, van aparèixer la cantant mexicana María Elena Romay també coneguda per Lina Romay, i la cantant brasilera Carmen Miranda i Cugat va incorporar els seus ritmes brasilers. Més tard va ser Abbe Lane qui es va creuar al camí del músic i es va convertir en la nova esposa i la vocalista de l'orquestra. La parella va compartir més d'una dècada d'una fructífera carrera. El final de la relació amb Lane va suposar, també, el lent declivi de la carrera de Cugat.

## Tornada a Catalunya
Als anys 1970 es va instal·lar a Barcelona per fer les últimes pel·lícules i actuacions; va treballar amb la cantant Nina. En aquesta època però, es va dedicar principalment a dibuixar a la seva suite a l'hotel Ritz amb un sintetisme naïf. Exposà per primera vegada a Europa a Barcelona l'any 1972.
El 1990 la Generalitat de Catalunya li atorgà la Creu de Sant Jordi, alta condecoració catalana.
Cugat va morir als 90 anys a Barcelona a causa d'una fallida cardíaca. Fou enterrat al cementiri de Girona, en la tomba número 68.

## Discografia parcial
- The Greatest RCA Sides (RCA Victor, ca. 1940s, 1950s; 2000 compilation)
- Bread, Love and Cha Cha Cha (Columbia, ca. 1957)
- The King Plays Some Aces (RCA Victor, 1958)
- That Latin Beat (RCA Camden, 1959)
- The Best of Cugat (Mercury, 1961)
- Cugi's Cocktails (Mercury, 1963)
- Xavier Cugat & his orchestra

## Filmografia
- The Four Horsemen of the Apocalypse (1921)
- The Merry Widow (1925)
- A Spanish Ensemble (1928)
- Mexicana (1929)
- The Lash (1930)
- Go West, Young Man (1936)
- Let's Go Latin (1937)
- Ballant neix l'amor (1942)
- La cantina del teatre (1943)
- The Heat's On (1943)
- Two Girls and a Sailor (1944)
- Bathing Beauty (1944)
- Week-End at the Waldorf (1945)
- Holiday in Mexico (1946)
- No Leave, No Love (1946)
- This Time for Keeps (1947)
- On an Island with You (1948)
- A Date with Judy (1948)
- Luxury Liner (1948)
- Neptune's Daughter (1949)
- Xavier Cugat and His Orchestra (1952)
- Chicago Syndicate (1955)
- La història d'Eddy Duchin (1956)
- Donatella (1956)
- A sud niente di nuovo (1957)
- Das Feuerschiff (1963)
- The Monitors (1969)
- The Phynx (1970)
- Nunca en horas de clase (1978)
- Taxi (1980)